# Phylloscopus goodsoni
Phylloscopus goodsoni là một loài chim trong họ Phylloscopidae.